# Omega (seria wydawnicza)

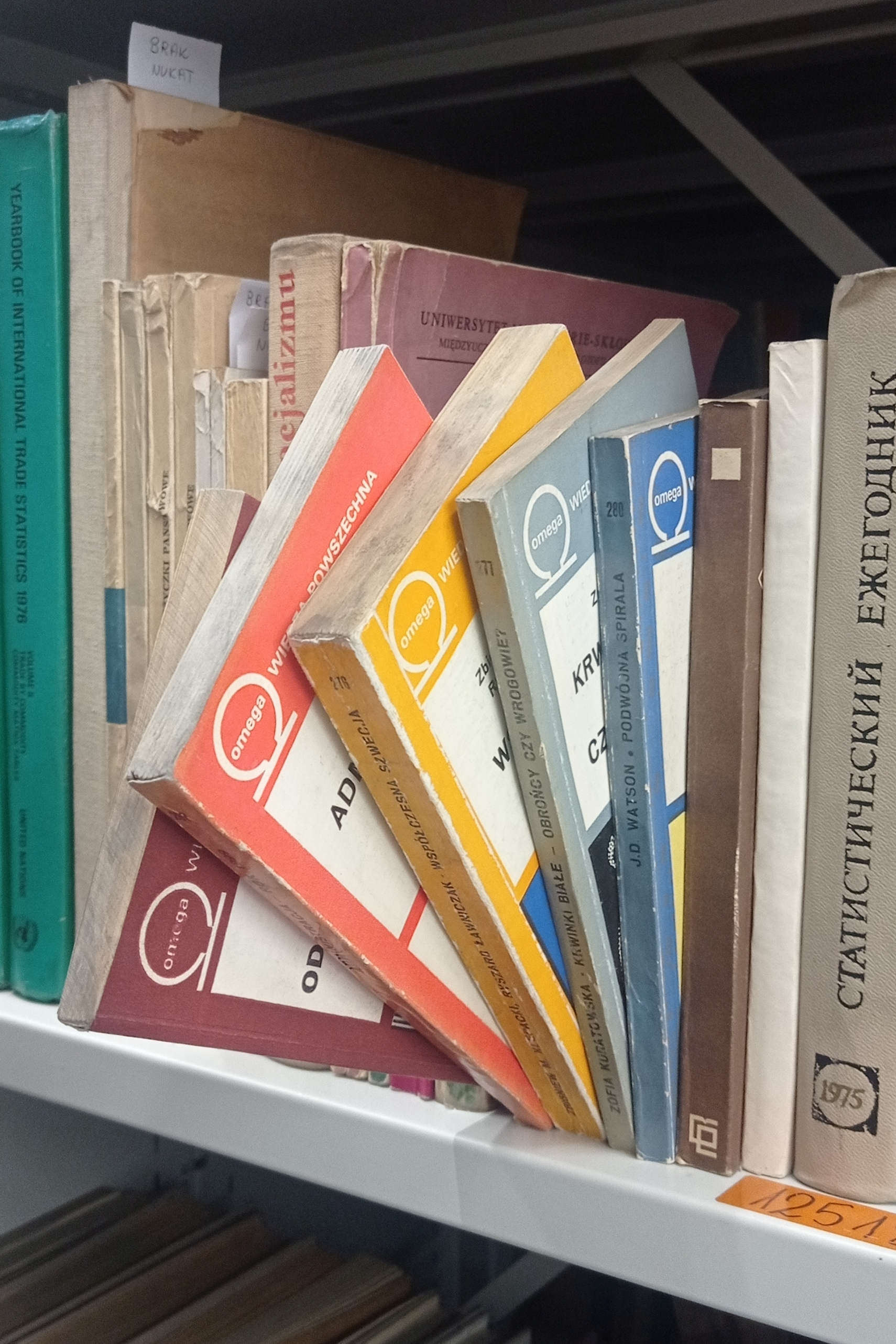
Książki z serii Omega

Omega – seria książkowa Państwowego Wydawnictwa Naukowego, a następnie Wydawnictwa „Wiedza Powszechna”.
Ukazywała się od roku 1963, przy czym do 1968 nakładem PWN jako Współczesna Biblioteka Naukowa Omega, a później nakładem WP jako Biblioteka Wiedzy Współczesnej Omega. W latach 1964–1989 wydano 395 tomów numerowanych (razem 412 numerów, ale 17 tomów miało nr podwójny, np. 46–47) i 6 tomów nienumerowanych (6 pierwszych w serii, wszystkie wydane w 1963). W latach 1989–1995 ukazały się nakładem WP kolejne tomy nienumerowane, wśród nich głównie nowości, ale też i wznowienia tomów wydanych wcześniej jako numerowane (np. książki M. Wańkowicza wydawanej wcześniej jako tom 143 czy tomu L. Pastusiaka który miał pierwotnie numer 309).
Seria obejmuje książki popularyzujące wiedzę z szerokiego kręgu zagadnień, autorów polskich i zagranicznych.

## Tomy serii
- Tom nienum.: Granice życia ludzkiego, Alfred Sauvy (1963)
- Tom nienum.: Prawdopodobieństwo i pewność, Émile Borel (1963)
- Tom nienum.: Krew tętni w maszynach, Zbigniew Semerau-Siemianowski (1963)
- Tom nienum.: Problemy medycyny kosmicznej, Stanisław Haduch, Przemysław Czerski (1963)
- Tom nienum.: Perspektywy lotów galaktycznych, Roman Perelman (1963)
- Tom nienum.: Zjawiska elektryczne w organizmie, Witold Karczewski (1963, 1965)
- Tom 1: W poszukiwaniu przeszłości, Leonard Woolley (1964)
- Tom 2: Ewolucjonizm a parazytologia, Włodzimierz Michajłow (1964)
- Tom 3: Fizyka telewizji, Donald G. Fink, David M. Lutyens (1964)
- Tom 4: Rodowód człowieka uzupełniony, Wanda Stęślicka (1964)
- Tom 5: Duże cząsteczki, Harry Melville (1964)
- Tom 6: Zapłodnienie, Jules Carles (1964)
- Tom 7: Drogi i manowce świata „B”, Ignacy Sachs (1964)
- Tom 8: Maszyna i język, Zdzisław Pawlak (1964)
- Tom 9: Czas i jego pomiary, Fryderyk Zawielski (1964)
- Tom 10: Wirusy, Pierre Lépine (1964)
- Tom 11: Proces kształcenia, Jerome S. Bruner (1964)
- Tom 12: Radioaktywność a zdrowie ludzkie, Zbigniew Jaworowski (1964, 1971)
- Tom 13: Handel zagraniczny w gospodarce narodowej, Jan Niegowski, Wiesław Rydygier (1964)
- Tom 14: Biologia twórcza, Jean Rostand (1964)
- Tom 15: Psychologia odkryć matematycznych, Jacques Hadamard (1964)
- Tom 16: Współczesne poglądy na choroby psychiczne, Jan Jaroszyński (1964)
- Tom 17: Gazy szlachetne, Dawid Finkelsztejn (1964)
- Tom 18: Izotopy w służbie biologii, Janina Malec-Olecha (1964)
- Tom 19: Odczytanie pisma linearnego B, John Chadwick (1965)
- Tom 20: Strateg doskonały. Wprowadzenie do teorii gier, John Davis Williams (1965)
- Tom 21: Historia gospodarcza ludności świata, Carlo M. Cipolla (1965)
- Tom 22: Wstęp do genetyki człowieka, Lionel Penrose (1965)
- Tom 23: Historia Rosji XIX i XX w. do roku 1917, Ludwik Bazylow (1965)
- Tom 24: Astronomia dziś i wczoraj, Włodzimierz Zonn (1965)
- Tom 25: Przeszczepianie tkanek, Jan Sabliński (1965)
- Tom 26: Zagadnienia socjologii współczesnej, Jan Szczepański (1965)
- Tom 27: Mahometanizm: Przegląd historyczny, H.A.R. Gibb (1965)
- Tom 28: Miażdżyca, Janusz Szajewski (1965, 1989 – wydanie II jako tom nienumerowany) ISBN 83-214-0638-6
- Tom 29: Człowiek i technika w produkcji, Oskar Lange (1965)
- Tom 30: Fizyka wielkich energii, Ewa Skrzypczak (1965)
- Tom 31: Paragrafy dla kosmosu, Jacek Machowski (1965)
- Tom 32: Biometria, Eugène Schreider (1965)
- Tom 33: Handel światowy, Stanisław Albinowski (1965)
- Tom 34: Niezawodność mózgu, Ezras Asratian, Paweł Simonow (1965)
- Tom 35: Nienaruszalność żywego organizmu, Frank Macfarlane Burnet (1965)
- Tom 36: Od Euklidesa do Einsteina, Edmund Taylor Whittaker (1965)
- Tom 37: Marksizm a jednostka ludzka, Adam Schaff (1965)
- Tom 38: Węzłowe problemy historii nauki, Derek J. de Solla Price (1965)
- Tom 39: Metalurgia, Pierre-Julien Le Thomas (1965)
- Tom 40: Grecy, Moses I. Finley (1965)
- Tom 41: Planowanie gospodarcze. Problemy podstawowe, Czesław Bobrowski (1966, 1981) ISBN 83-214-0259-3
- Tom 42: Życie na planetach, Robert Tocquet (1966)
- Tom 43: Polska roku 1985. Wizja demograficzna, Edward Rosset (1966)
- Tom 44: Sens sztuki, Herbert Read (1966, 1994 – wydanie II jako tom nienumerowany) ISBN 83-214-0952-0
- Tom 45: Urbanizacja, urbanistyka i architektura, Juliusz Goryński (1966)
- Tom 46–47: Życie i obyczaje owadów, Rémy Chauvin (1966)
- Tom 48: Alergia, Wacław Droszcz (1966, 1986, 1991 – wydanie III jako tom nienumerowany) ISBN 83-214-0546-0, ISBN 83-214-0824-9
- Tom 49: W poszukiwaniu istoty dziedziczenia, Wacław Gajewski, Andrzej Paszewski, Stefan Surzycki (1966)
- Tom 50: Filozofia pozytywistyczna. Od Hume’a do Koła Wiedeńskiego, Leszek Kołakowski (1966)
- Tom 51: Chiny starożytne. Od początków do ustanowienia cesarstwa, Jacques Gernet (1966)
- Tom 52: Twierdzenie Gödla, Ernest Nagel, James R. Newman (1966)
- Tom 53: Problemy elektroenergetyki, Jerzy Wagner (1966)
- Tom 54: Rak, Robert John Cecil Harris (1966)
- Tom 55: Problemy wzornictwa przemysłowego, Wanda Telakowska, Tadeusz Reindl (1966)
- Tom 56: Odkrywanie dalekiego wszechświata, Bernard Lovell, Joyce Lovell (1966)
- Tom 57: Pierwszy wiek tworzyw sztucznych. Celuloid i jego następcy, Morris Kaufman (1966)
- Tom 58: Co to jest mechanika kwantowa Aleksander Kompaniejec (1966)
- Tom 59: Konkwistadorzy, Jacques Lafaye (1966)
- Tom 60: Powstanie życia na Ziemi a świadectwa geologiczne, Martin G. Rutten (1966)
- Tom 61: Religie prehistoryczne, André Leroi-Gourhan (1966)
- Tom 62: Chemia kosmosu, Paul W. Merrill (1966)
- Tom 63: Socjologia wsi, Bogusław Gałęski (1966)
- Tom 64: Półprzewodniki, James John Brophy (1966)
- Tom 65: Studia z psychologii dziecka, Jean Piaget (1966)
- Tom 66: Obraz demograficzny Europy, Leszek Kosiński (1966)
- Tom 67: Idee przewodnie literatury amerykańskiej, Viola Sachs (1966, 1992 – wydanie II jako tom nienumerowany) ISBN 83-214-0869-9
- Tom 68: Kubizm. Wprowadzenie do sztuki XX wieku, Mieczysław Porębski (1966)
- Tom 69: Socjologia wielkiego miasta, Aleksander Wallis (1967)
- Tom 70: Mała nauka – wielka nauka, Derek J. de Solla Price (1967)
- Tom 71: Istota matematyki, Carroll Vincent Newsom (1967)
- Tom 72: Etruskowie, Raymond Bloch (1967)
- Tom 73: Mechanizmy obronne organizmu, Janina Malec-Olecha (1967)
- Tom 74–75: ZSRR – pół wieku przemian gospodarczych, Jerzy Kleer (1967)
- Tom 76: Tajemnice pustyń świata, Alfons Gabriel (1967)
- Tom 77: Uczenie się, Sarnoff A. Mednick (1967)
- Tom 78: Energia termojądrowa, Jean Crussard (1967)
- Tom 79: Język i językoznawstwo współczesne, Margaret Schlauch (1967)
- Tom 80: Fizjologiczny mechanizm popędów i emocji, Władysław Traczyk (1967)
- Tom 81–82: U źródeł nowoczesnej gospodarki europejskiej, Antoni Mączak (1967)
- Tom 83: Odkrywanie tajników życia. Biopolimery, Wiktoryn Kuszner (1967)
- Tom 84: Stosunki polsko-niemieckie 1871–1939, Jerzy Krasuski (1967)
- Tom 85: Ropa naftowa w świecie współczesnym, Jerzy Taubman, Aleksander Blum (1967)
- Tom 86: Osobliwości promieni i fal świetlnych, Samuel Tolansky (1967)
- Tom 87: Język, matematyka, cybernetyka, J. Lewin, J. Gastiew, J. Rozanow (1967)
- Tom 88–89: Alkoholizm, Neil Kessel, Henry Walton (1967)
- Tom 90: Powstanie radaru, Robert Morris Page (1967)
- Tom 91: Zagadnienia ekologii zwierząt, Jadwiga Jadwiga, Eliza Prot (1967)
- Tom 92: Albert Einstein i porządek wszechświata, Cornelius Lanczos (1967)
- Tom 93–94: Literatura radziecka 1917–1967. Pisarze rosyjscy, Andrzej Drawicz (1968)
- Tom 95: Testy i pomiary w psychologii, Leona Tyler (1967)
- Tom 96: Zachód a sztuka Wschodu, Andrzej Jakimowicz (1967, 1981) ISBN 83-214-0261-5
- Tom 97: Badania naukowe w psychologii, Ray Hyman (1968)
- Tom 98: Ewolucja współczesnego rolnictwa, Jerzy Tepicht (1968)
- Tom 99: Inkowie, Alfred Métraux (1968)
- Tom 100: Perspektywy chemicznej syntezy, Ignacy Zenon Siemion (1968)
- Tom 101: Kosmologia współczesna, Włodzimierz Zonn (1968)
- Tom 102: Geografia ludności świata, Pierre George (1968)
- Tom 103: Sen, Ian Oswald (1968)
- Tom 104: Gruźlica, Mieczysław Juchniewicz (1968)
- Tom 105: Świat mrówek, François Ramade (1968)
- Tom 106: Jak budowano w średniowieczu, Jean Gimpel (1968)
- Tom 107: Matematyka w starożytności, Asger Aaboe (1968)
- Tom 108–109: Czarny problem USA, Stanisław Brodzki (1968)
- Tom 110: Mówią wykopaliska. Życie starożytnego Rzymu, Max Le Roy (1968)
- Tom 111: Od chwastu do pszenicy, Edmund Nowacki (1968)
- Tom 112: Czy światu grozi głód?, Witold Lipski (1968)
- Tom 113: Dziedziczność a natura człowieka, Theodosius Dobzhansky (1968)
- Tom 114–115: Biologia ptaków, Wesley E. Lanyon (1968)
- Tom 116: Oceany. Zasoby i ich wykorzystanie, Stefan Michajłow (1968)
- Tom 117: Ziemia. Planeta, na której żyjem, Ronald Fraser (1968)
- Tom 118: Dlaczego się starzejemy?, Alex Comfort (1968)
- Tom 119: Chirurgia serca, Claude d' Allaines (1968)
- Tom 120–121: Od zera bezwzględnego do nieskończoności. Nauka o temperaturach, praca zbiorowa (1968)
- Tom 122: Problemy i kierunki współczesnej psychologii, Tadeusz Tomaszewski (1968)
- Tom 127: Droga do matematyki współczesnej, Walter Warwick Sawyer (1969, 1974, 1988) ISBN 83-214-0594-0
- Tom 128–129: Oskalpowana Ziemia, Antonina Leńkowa (1969, 1971)
- Tom 130: Średniowiecze szuka drogi w świat, Jean Paul Roux (1969)
- Tom 131: Społeczeństwo Polski międzywojennej, Janusz Żarnowski (1969)
- Tom 132: Przyczynowość w mechanice kwantowej, Jan Jerzy Sławianowski (1969)
- Tom 133: Nić życia. Wstęp do biologii molekularnej, John C. Kendrew (1969)
- Tom 134: Wyprawy Wikingów, J. Gurewicz (1969)
- Tom 135–136: Instynkt czy doświadczenie. Zachowanie się zwierząt, Vitus B. Dröscher (1969)
- Tom 137: Wiedza współczesna a racjonalizm, Robert Blanché (1969)
- Tom 138–139: Naseryzm. Historia, praktyka i teoria socjalizmu w ZRA Kazimierz Sidor (1969)
- Tom 140: Cybernetyka i prawo, Franciszek Studnicki (1969)
- Tom 141: Powstawanie życia. Od atomu do komórki, Joël de Rosnay (1969)
- Tom 142: Od wieży Babel do językoznawstwa porównawczego, Jan Reychman (1969)
- Tom 143: Szkice spod Monte Cassino, Melchior Wańkowicz (1969, 1970, 1972, 1974, 1976, 1978, 1980, 1982, 1984, 1987, 1992, 1993, 1995, 1996, 1997, 1998, 1999 – począwszy od wydania XI z 1992 jako tomy nienumerowane) ISBN 83-214-0213-5 (wydania z lat 1980–1987), ISBN 83-214-0913-X (od wydania XI z 1992)[5]
- Tom 144–145: Matematyka nauką przyjemną, Walter Warwick Sawyer (1969, 1972, 1974, 1988) ISBN 83-214-0555-X
- Tom 146: Problemy i perspektywy szkolnictwa wyższego w Polsce, Jan Szczepański (1969)
- Tom 147: Apartheid, Ernest Skalski (1969)
- Tom 148–149: Szlachta polska i jej państwo, Jarema Maciszewski (1969)
- Tom 150: Leki w psychiatrii, Jan Jaroszyński (1969)
- Tom 151: Upowszechnianie kultury a struktura społeczna, Marcin Czerwiński (1969)
- Tom 152: Nierozpowszechnianie broni jądrowej, Włodzimierz Wieczorek (1969)
- Tom 153: Chłopski ruch polityczny w Polsce, Dyzma Gałaj (1969)[7]
- Tom 154: Wrzesień 1939, Tadeusz Jurga (1969)
- Tom 155: Droga do Księżyca Andrzej Marks (1969)
- Tom 156–157: Myśl polityczna wieków średnich, Jan Baszkiewicz (1970)
- Tom 158: Powstanie i budowa kontynentów, Krystyna Balińska-Wuttke (1970)
- Tom 159: Imperium mongolskie, Stanisław Kałużyński (1970)
- Tom 160–161: Opanowanie przestworzy. Zarys teorii lotu, Oliver Graham Sutton (1970)
- Tom 162: Historia i świadomość narodowa, pod redakcją Włodzimierza Wesołowskiego (1970)
- Tom 163: Zasady zachowania w fizyce, Adam Strzałkowski (1970)
- Tom 164: Tradycje i perspektywy przyszłości kultury polskiej, Józef Chałasiński (1970)
- Tom 165: Rzecz o Jędrzeju Śniadeckim, pod redakcją Ireny Stasiewicz (1970)
- Tom 166: Kwazary. Nowe formacje kosmiczne, Włodzimierz Zonn (1970)
- Tom 167: Potrzeby mieszkaniowe. Problemy i perspektywy, Andrzej Andrzejewski (1970)
- Tom 168: Wtajemniczenie w teorię względności, Vladimir Kourganoff (1970)
- Tom 169: Zdolności przystosowawcze człowieka, Tadeusz Dzierżykray-Rogalski, Elżbieta Promińska (1970)
- Tom 170: Niemcy i ich organizacje polityczne w Polsce międzywojennej, Karol Grünberg (1970)
- Tom 171: Homeostaza, Aleksander Dawidowicz (1970)
- Tom 172: Magnetyzm. Od magnesu naturalnego do wędrówek biegunów, D. S. Parasnis (1970)
- Tom 173: O problemach organizacji, Jan Zieleniewski (1970)
- Tom 174–175: Wiązania chemiczne, Daniel Berg i inni (1970)
- Tom 176: Odpowiedzialność uczonych. Dylemat współczesnej nauki, Tadeusz Kielanowski (1970)
- Tom 178: Człowiek zmienia przyrodę, Henryk Sandner (1970)
- Tom 179: Czynniki społeczne we współczesnym rozwoju gospodarczym, Kazimierz Secomski (1970)
- Tom 182: Biologiczna szkoła krakowska, Stanisław Skowron (1970)
- Tom 183: Mózg i przystosowanie do środowiska, Bogdan Sadowski (1970)
- Tom 184–185: Edukacja narodu 1918–1968, Bogdan Suchodolski (1970)
- Tom 186: Molekularne podstawy odporności, Stefan Mackiewicz (1970)
- Tom 187: Podstawy socjalistycznej państwowości, Zygmunt Rybicki (1970)
- Tom 188: Nerwice. Przesądy a nauka, Elżbieta Fonberg (1971, 1974)
- Tom 189: Idee, mity, realia. Szkice do dziejów Narodowej Demokracji, Jerzy Janusz Terej (1971)
- Tom 190: Broń jądrowa. Geneza, działanie, skutki, Tadeusz Pióro (1971)
- Tom 191: Psychologia nauki, Józef Pieter (1971)
- Tom 192: Akceleratory cząstek elementarnych, Waldemar Scharf (1971)
- Tom 193: Izrael. Przemiany społeczne, Ryszard Dyoniziak (1971)
- Tom 194: Chińska Republika Ludowa 1965–1970, Stanisław Zyga (1971)
- Tom 195: Kosmonautyka wczoraj i dziś, Janusz Thor (1971)
- Tom 196: Czynniki naszego rozwoju, Eugeniusz Olszewski, Zygmunt Rybicki i Kazimierz Secomski (1971)
- Tom 197: Krwinka, krew, życie, Zofia Kuratowska (1971)
- Tom 198: Polska – nowy naród. Proces formowania się socjalistycznego narodu polskiego, Jerzy Józef Wiatr (1971)
- Tom 199: Neutrina kosmiczne, Jerzy Jatczak (1971)
- Tom 200: Węgry 1939–1969, Jerzy Robert Nowak (1971, 1975), wyd. drugie pt. Węgry 1939–1974
- Tom 201: Indie współczesne, Bogusław Mrozek (1971)
- Tom 202: Co to jest cybernetyka, Georg Klaus, Heinz Liebscher (1971)
- Tom 203: Modele teatru. Szkice o polskim teatrze współczesnym, Witold Filler (1971)
- Tom 204: Kwarki: hipotetyczne, najprostsze składniki materii, Jerzy Rayski (1971)
- Tom 205: Eros i rewolucja. Krytyka antropologii filozoficznej Herberta Marcuse, Jan Szewczyk (1971)
- Tom 206: Faszyzm, Andrzej Józef Kamiński (1971)
- Tom 207: Prognostyka, Kazimierz Secomski (1971)
- Tom 208: Teologia protestancka XX wieku, Karol Karski (1971)
- Tom 209: O ptakach, ludziach i miastach, Stefan Strawiński (1971)
- Tom 210: Algieria dnia dzisiejszego, Zbigniew Dobosiewicz (1971)
- Tom 211: Polityka gospodarcza a polityka społeczna, red. Jerzy Prokopiuk (1971)
- Tom 212: Strumienie cząstek kosmicznych, Olgierd Wołczek (1971)
- Tom 213: Wojna na Pacyfiku. Agresja japońska w latach 1931–1945, Antoni Wolny (1971)
- Tom 214: Państwa neutralne i niezaangażowane, Julian Sutor (1972)
- Tom 215: Algorytm wynalazku, Henryk Altszuller (1972, 1975)
- Tom 216: O regeneracji, Marek Doroszewski (1972)
- Tom 217: Wędrówki po wykopaliskach, Teresa Węgrzynowicz, Jacek Miśkiewicz (1972)
- Tom 218: Świat bez wody, Aleksander Tuszko (1972)
- Tom 219: Pierwsze wieki cesarstwa chińskiego, Mieczysław Jerzy Künstler (1972)
- Tom 220: Alkohol w kulturze i obyczaju, praca zbiorowa pod red. Jana Górskiego i Kazimierza Moczarskiego (1972)
- Tom 221: Odsalanie mórz i oceanów, Józef Kępiński, Nikodem Chlubek (1972)
- Tom 222: Etyka starożytnego Wschodu, Stanisław Jedynak (1972)
- Tom 223: Komisja Edukacji Narodowej na tle roli oświaty w dziejowym rozwoju Polski (1773–1973), Bogdan Suchodolski (1972, 1973)
- Tom 224: Strukturalizm, Jean Piaget (1972)
- Tom 225: Towarzystwa naukowe w Polsce, Waldemar Rolbiecki (1972)
- Tom 226: Uniwersytety w Polsce. Rys historyczny, Zofia Skubała-Tokarska, Zbigniew Tokarski (1972)
- Tom 227: Konsekwentna lewica. Komunistyczna Partia Polski, Henryk Rechowicz (1972)
- Tom 228: Czwarty stan materii, L.A. Arcimowicz (1972)
- Tom 229: Piękno. Mit i rzeczywistość, Alicja Kuczyńska (1972, 1977)
- Tom 230: Chomsky, John Lyons (1972, 1975)
- Tom 231: Hiszpania po wojnie domowej (1939–1971), Jerzy Robert Nowak (1972)
- Tom 232: Ochrona zasobów naturalnych, Henryk Sandner (1972)
- Tom 233: Analiza pojęcia czynu, Zygmunt Ziembiński (1972)
- Tom 234: Astronautyka służy ludziom na Ziemi, Olgierd Wołczek (1972)
- Tom 235: Problemy współczesnej administracji, Jerzy Starościak (1972)
- Tom 236: Abecadło praktyczności, Tadeusz Kotarbiński (1972)
- Tom 237: Spory o pojęcie materii, Kazimierz Ochocki (1972)
- Tom 238: Prawa fizyki statystycznej, A.S. Kompaniejec (1973)
- Tom 239: Lenino, Czesław Podgórski (1973)
- Tom 240: Rozmyślania o przemijaniu, Tadeusz Kielanowski (1973, 1976, 1980, 1984) ISBN 83-214-0153-8
- Tom 241: Budowa socjalizmu na wsi a polityka rolna, Henryk Chołaj (1973)[8]
- Tom 242: Katolicyzm ludowy w Polsce. Studia socjologiczne, Edward Ciupak (1973)
- Tom 243: Wolne rodniki, Lech Stolarczyk, Urszula Stolarczyk (1973)
- Tom 244: Mieszkanie wczoraj, dziś i jutro, Juliusz Goryński (1973, 1975)
- Tom 245: Neopsychoanaliza i marksizm, Zbigniew Wieczorek (1973)
- Tom 246: U źródeł nowej nauki, Włodzimierz Sedlak (1973)
- Tom 247: Pół wieku matematyki polskiej 1920–1970. Wspomnienia i refleksje, Kazimierz Kuratowski (1973)
- Tom 248: Magia, mit i fikcja. Pierwotne mechanizmy kultury, Marcin Czerwiński (1973, 1975)
- Tom 249: Rzeczpospolita szlachecka wobec wielkich odkryć, Janusz Tazbir (1973)
- Tom 250: Rewolucja naukowa w biologii, Adam Urbanek (1973)
- Tom 251: Teoria gier w cybernetyce, Jan Kazimierczak (1973)
- Tom 252: W poszukiwaniu modelu matematycznego, Walter Warwick Sawyer (1973)
- Tom 253: Polska w Europie XVI stulecia, Andrzej Wyczański (1973)
- Tom 254: Nowożytne społeczności uczonych, Waldemar Voisé (1973)
- Tom 255: Lévi-Strauss, Edmund Leach (1973)
- Tom 256: Filozofia średniowieczna jako ideologia, Zdzisław Kuksewicz (1973)
- Tom 257: Prawo prymitywne. Zjawiska prawne w społeczeństwach przedpaństwowych, Jacek Kurczewski (1973)
- Tom 258: Islam, religia państwa i prawa, Józef Bielawski (1973)
- Tom 259: Elementy teorii informacji, Wojciech Sobczak (1973)
- Tom 260: Świat owadów, Sędzimir Maciej Klimaszewski (1973)
- Tom 261: W cieniu wielkiego przemysłu (o socjalistycznej spółdzielczości pracy), Henryk Chołaj (1973)
- Tom 262: Anatomia i filozofia automatyzacji, John Rose (1973)
- Tom 263: Zastosowania i skutki automatyzacji, John Rose (1973)
- Tom 264: Filozofia dziejów, Zbigniew Kuderowicz (1973)
- Tom 265: Czwarta władza. Prasa dawniej i dziś, Andrzej Paczkowski (1973)
- Tom 266: Matematyka w biologii, John Maynard Smith (1974)
- Tom 267: Administracja rok 1999, pod redakcją Zygmunta Rybickiego (1974)
- Tom 268: Cybernetyka systemów planowania, Jerzy Regulski (1974)
- Tom 269: Europa podziemna 1939–1945, Eugeniusz Duraczyński, Jerzy Janusz Terej (1974)
- Tom 270: Semiologia, Pierre Guiraud (1974)
- Tom 271: Genetyka, Janine Beisson (1974)
- Tom 272: Rewolucja naukowo-humanistyczna, praca zbiorowa pod red. Juliana Aleksandrowicza (1974)
- Tom 273: Kim jest człowiek?, Bogdan Suchodolski (1974, 1976, 1980, 1985) ISBN 83-214-0126-0, ISBN 83-214-0438-3
- Tom 274: Automatyzm pracy serca, Bronisław Cymborowski (1974)
- Tom 275: Zwierzęta w ekspansji, Eugeniusz Nowak (1974)
- Tom 276: Współczesna Szwecja. System polityczny i gospodarczy, Zbigniew M. Klepacki, Ryszard Ławniczak (1974)
- Tom 277: Krwinki białe – obrońcy czy wrogowie?, Zofia Kuratowska (1974, 1976, 1982) ISBN 83-214-0322-0
- Tom 278: Wiedza stwarza nadzieję, Julian Aleksandrowicz (1975)
- Tom 279: Czym oddychamy, Paul Chovin, André Roussel (1975)
- Tom 280: Podwójna spirala. Relacja naoczna o wykryciu struktury DNA, James Watson (1975)
- Tom 281: Rodzina a osobowość, Maria Ziemska (1975, 1977, 1979) ISBN 83-214-0113-9
- Tom 282: Wzory osobowe socjalizmu, Aleksandra Jasińska, Renata Siemieńska (1975, 1978)
- Tom 283: Wibracje wokół nas, Marek Jurczak (1975)
- Tom 284: Lasery – synteza jądrowa, Sylwester Kaliski (1975, 1982) ISBN 83-214-0316-6
- Tom 285: Parlamentaryzm II Rzeczypospolitej, Andrzej Ajnenkiel (1975)
- Tom 286: Trud istnienia, Kazimierz Dąbrowski (1975, 1986) ISBN 83-214-0491-X
- Tom 287: Polityka naukowa drugiej generacji, Stefan Chaskielewicz, Aleksander Tuszko (1975)
- Tom 288: Cukrzyca, Aleksander Dawidowicz (1975)
- Tom 289: Stany Zjednoczone. Społeczeństwo i władza, Wiktor Osiatyński (1975)
- Tom 290: Kształty i wnętrza rodziny, Henryk Stasiak (1975)
- Tom 291: Ekologia człowieka, Antoni Horst (1976)
- Tom 292: Komputer i społeczeństwo, Milton R. Wessel (1976)
- Tom 293: Szkice o szkolnictwie wyższym Jan Szczepański (1976)
- Tom 294: Włochy współczesne, Janusz Stefanowicz (1976)
- Tom 295: Semantyka, Pierre Guiraud (1976)
- Tom 296: Chemia atomów gorących, Andrzej Siuda, Mieczysław Foryś (1976)
- Tom 297: Rytmy i antyrytmy biologiczne w życiu człowieka, Tadeusz Dzierżykray-Rogalski (1976, 1980, 1986) ISBN 83-214-0120-1, ISBN 83-214-0516-9
- Tom 298: Inżynier i jego sztuka, Stefan Weinfeld (1976)
- Tom 299: Młodzież i społeczeństwo, Władysław Adamski (1976)
- Tom 300: Przyszły kształt Polski, Bolesław Malisz (1976)
- Tom 301: Sztuka i komputery, Marek Hołyński (1976)
- Tom 302: Miasta, które mogły zginąć (na X wieków Sandomierza), Zbigniew Strzelecki (1976)
- Tom 303: Pestycydy, gleba, człowiek, Kazimierz Janicki (1976)
- Tom 304: Od kropli deszczu do wulkanów. Przygody z fizyką powierzchni mórz, Duncan C. Blanchard (1977)
- Tom 305: Rewolucja amerykańska w polskiej myśli historycznej, Marian Marek Drozdowski (1976)
- Tom 306: Wszechwiedzące izotopy, Zdzisław Kazimierczuk (1977)
- Tom 307: Cybernetyka bez matematyki, Aleksiej W. Szylejko, Tamara I. Szylejko (1977)
- Tom 308: PPS. Szkic dziejów, Jerzy Holzer (1977)
- Tom 309: Polacy w zaraniu Stanów Zjednoczonych, Longin Pastusiak (1977, 1992 – wydanie II jako tom nienumerowany) ISBN 83-214-0902-4
- Tom 310: Prognoza, program, plan, Aleksander Filasiewicz (1977)
- Tom 311: Bariery ludzkich możliwości, Zbigniew Jethon (1977)
- Tom 312: Iran – nowe mocarstwo?, Jacek Kalabiński (1977)
- Tom 313: Energia i proces chemiczny, Igor N. Siemienow, Roman W. Bogdanow (1977)
- Tom 314: Uczenie automatów, Wojciech Sobczak (1977)
- Tom 315: W laboratoriach współczesnej alchemii, Włodzimierz Kusch (1977)
- Tom 316: O nauce, Włodzimierz Zonn, Andriej Finkelsztejn (1977)
- Tom 317: Bunt mniejszości. Współczesne separatyzmy narodowe, Janusz Stefanowicz (1977)
- Tom 318: Socjologia języka, Zbigniew Bokszański, Andrzej Piotrowski, Marek Ziółkowski (1977)
- Tom 319: Przemiany edukacyjne w świecie, Czesław Kupisiewicz (1977)
- Tom 320: O rozwiniętym społeczeństwie socjalistycznym, Henryk Chołaj (1977)
- Tom 321: Kultura szlachecka w Polsce. Rozkwit, upadek, relikty, Janusz Tazbir (1978, 1979, 1983) ISBN 83-214-0127-9
- Tom 322: System cybernetyczny, Jan Kazimierczak (1978)
- Tom 323: Zmęczenie – wypoczynek, Aleksander Dawidowicz, Andrzej Eberhardt, Aleksander Ronikier (1978)
- Tom 324: Świat obecny świat przyszły, Bartłomiej Kamiński, Marek Okólski (1978)
- Tom 325: Struktury elektronowe i wiązania chemiczne, Tatiana I. Krasowicka (1979) ISBN 83-214-0033-7
- Tom 326: Ludność i gospodarka świata, Marek Okólski, Józef Pajestka (1978)
- Tom 327: Wszystko dla wszystkich. Kultura masowa i człowiek współczesny, Krzysztof Teodor Toeplitz (1978, 1981) ISBN 83-214-0264-X
- Tom 328: Oblicze głębin, Krzysztof Szymborski, Stanisław Szymborski (1978)
- Tom 329: Wokół sporów o filozofię, Kazimierz Ochocki (1978)
- Tom 330: Słońce – Ziemia, Jan Mergentaler (1978, 1994 – wydanie II jako tom nienumerowany) ISBN 83-214-0901-6
- Tom 331: Co to jest gaullizm?, Robert Bielecki (1978)
- Tom 332: Ciekłe kryształy. Niezwykły stan materii, Antoni Adamczyk (1979)
- Tom 333: Profile kultury, Marcin Czerwiński (1978, 1980) ISBN 83-214-0220-8
- Tom 334: Współczesne metody badań doświadczalnych, Zbigniew Polański (1978)
- Tom 335: Rozród ssaków, t. 1. Komórki płciowe i zapłodnienie, praca zbiorowa pod red. C.R. Austin, R.V. Short (1978)
- Tom 336: Rozród ssaków, t. 2. Zarodek, płód, poród, praca zbiorowa pod red. C.R. Austin, R.V. Short (1978)
- Tom 337: Rozród ssaków, t. 3. Hormonalna kontrola rozrodu, praca zbiorowa pod red. C.R. Austin, R.V. Short (1978)
- Tom 338: Rozród ssaków, t. 4. Biologia rozrodu, praca zbiorowa pod red. C.R. Austin, R.V. Short (1979) ISBN 83-214-0035-3
- Tom 339: Rozród ssaków, t. 5. Sztuczna kontrola rozrodu, praca zbiorowa pod red. C.R. Austin, R.V. Short (1979) ISBN 83-214-0074-4
- Tom 340: Rozród ssaków, t. 6. Ewolucja rozrodu, praca zbiorowa pod red. C.R. Austin, R.V. Short (1980) ISBN 83-214-0031-0
- Tom 341: Podróż w świat transuranowców, Helena Knorre (1978)
- Tom 342: Życie teatralne Moskwy. Sprawy wybrane dnia dzisiejszego i wczorajszego, Zbigniew Podgórzec (1979) ISBN 83-214-0009-4
- Tom 343: Polska w świecie współczesnym, Michał Dobroczyński, Janusz Stefanowicz, Andrzej Wasilkowski (1979) ISBN 83-214-0000-0
- Tom 344: Sercu na ratunek, Ryszard Gryglewski, Andrzej Szczeklik (1979, 1985) ISBN 83-214-0032-9
- Tom 345: Wiktymologia, Lech Falandysz (1979) ISBN 83-214-0005-1
- Tom 346: Sztuczna inteligencja, Marek Hołyński (1979) ISBN 83-214-0086-8
- Tom 347: Oblicza starości. Wybrane zagadnienia gerontologii społecznej, Stefan Klonowicz (1979) ISBN 83-214-0096-5
- Tom 348: Geolog detektywem. Na tropach ludzi, kultur i sztuki, Stefan Zbigniew Różycki (1979) ISBN 83-214-0110-4
- Tom 349: Nauka i osobowość, Józef Kozielecki (1979) ISBN 83-214-0121-X
- Tom 350: Sumienie ekologiczne, Julian Aleksandrowicz (1979, 1988) ISBN 83-214-0148-1, ISBN 83-214-0634-3
- Tom 351: Filozofia polska wieków średnich, Ryszard Palacz (1980) ISBN 83-214-0114-7
- Tom 352: Wynalazki chronią przyrodę, Włodzimierz Szeszniew, Borys Zubkow (1980) ISBN 83-214-0160-0
- Tom 353: Szkice z teorii osobowości, Janusz Reykowski, Grażyna Kochańska (1980) ISBN 83-214-0164-3
- Tom 354: Wiedza o kulturze literackiej. Główne pojęcia, Stefan Żółkiewski (1980) ISBN 83-214-0179-1
- Tom 355: Medycyna i psychologia kosmiczna, Krzysztof Kwarecki, Jan Terelak, wstępem opatrzył Mirosław Hermaszewski (1980) ISBN 83-214-0119-8[9]
- Tom 356: Ból, Teofan Maria Domżał (1980, 1983) ISBN 83-214-0211-9
- Tom 357: Granice medycyny, Magdalena Sokołowska (1980) ISBN 83-214-0214-3
- Tom 358: Wnętrze Ziemi kształtuje jej powierzchnię, Leszek Czechowski, Roman Teisseyre (1981) ISBN 83-214-0219-4
- Tom 359: Nietoperze, Adam Krzanowski (1980) ISBN 83-214-0215-1
- Tom 360: Polska w Europie i świecie 1918–1939, Zbigniew Landau, Jerzy Tomaszewski (1980) ISBN 83-214-0216-X
- Tom 361: Stare i nowe drogi fizyki, cz. 1. U źródeł fizyki współczesnej, Grzegorz Białkowski (1980) ISBN 83-214-0236-4
- Tom 362: Jutro energetyczne Polski, Kazimierz Kopecki (1981) ISBN 83-214-0232-1
- Tom 363: Sztuka i praca, Lidia Nowikowa (1981) ISBN 83-214-0228-3
- Tom 364: Wyzwania współczesnego świata, Michał Dobroczyński, Janusz Stefanowicz, Andrzej Wasilkowski (1981) ISBN 83-214-0241-0
- Tom 365: Ruch konsumentów, Aldona Jawłowska (1981) ISBN 83-214-0248-8
- Tom 366: W sojuszu z chemią, Alicja Sosnowska (1981) ISBN 83-214-0263-1
- Tom 367: Rytm ziemskich żywiołów, Rudolf Bałandin (1981) ISBN 83-214-0257-7
- Tom 368: Stare i nowe drogi fizyki, cz. 2. Fizyka XX wieku, Grzegorz Białkowski (1982) ISBN 83-214-0258-5
- Tom 369: Wszystko zaczęło się od bakterii, Władysław J. Kunicki-Goldfinger (1981) ISBN 83-214-0267-4
- Tom 370: Polskie konstytucje, Andrzej Ajnenkiel (1982) ISBN 83-214-0256-9
- Tom 371: Wstęp do semiotyki, Jerzy Pelc (1982, 1984) ISBN 83-214-0262-3
- Tom 372: Fizyka w medycynie, Ewa Skrzypczak (1982) ISBN 83-214-0307-7
- Tom 373: Inżynierowie żywych komórek, Magdalena Fikus (1982) ISBN 83-214-0260-7
- Tom 374: Człowiek i ludzie, Jean Hamburger (1982) ISBN 83-214-0288-7
- Tom 375: Happening, Tadeusz Pawłowski (1982) ISBN 83-214-0320-4
- Tom 376: Idea równości społecznej, Elżbieta Kostowska (1983) ISBN 83-214-0356-5
- Tom 377: Błony biologiczne, Stanisław Przestalski (1983) ISBN 83-214-0334-4
- Tom 379: Semiotyka filmu, Jurij Łotman (1983) ISBN 83-214-0331-X
- Tom 380: Ropa – problem współczesnego świata, L'udovit Brezula, Anna Mizgalska (1983) ISBN 83-214-0290-9
- Tom 382: Biologia inaczej, Roland Glaser (1984) ISBN 83-214-0392-1
- Tom 383: Estetyka i antyestetyka, Maria Gołaszewska (1984) ISBN 83-214-0348-4
- Tom 384: Poetyka, Tzvetan Todorov (1984) ISBN 83-214-0353-0
- Tom 385: Wzory modne w życiu codziennym, Alicja Kuczyńska (1983) ISBN 83-214-0354-9
- Tom 386: Co to jest laser. Podstawy fizyczne, budowa, działanie, właściwości, zastosowania, Zbigniew Płochocki (1984) ISBN 83-214-0357-3
- Tom 387: Hipnoza. Rzeczywistość i fikcja, Vladimir Aristo Gheorghiu (1984) ISBN 83-214-0358-1
- Tom 388: Mikroprocesory, Andrzej Kobus, Jerzy Szyller (1984, 1988) ISBN 83-214-0424-3, ISBN 83-214-0573-8
- Tom 389: Stare i nowe drogi fizyki, cz. 3. Fizyka dnia dzisiejszego, Grzegorz Białkowski (1985) ISBN 83-214-0380-8
- Tom 390: Główne idee współczesnej psychologii, Tadeusz Tomaszewski (1984) ISBN 83-214-0390-5
- Tom 391: Między snem a dniem. Biologia snu, Paul Raths (1985) ISBN 83-214-0420-0
- Tom 392: Sztuka w poszukiwaniu mediów, Bożena Kowalska (1985) ISBN 83-214-0413-8
- Tom 393: Planety widziane z bliska, Leszek Czechowski (1985) ISBN 83-214-0461-8
- Tom 394: Jak policzyć niepoliczalne, Jakow Churgin (1985) ISBN 83-214-0492-8
- Tom 395: Postacie poezji, Zbigniew Jarosiński (1985) ISBN 83-214-0462-6
- Tom 396: Pułapki społeczne, Elemér Hankiss (1986) ISBN 83-214-0467-7
- Tom 397: W kręgu kryminologii radykalnej, Lech Falandysz (1986) ISBN 83-214-0525-8
- Tom 398: Posłańcy Kosmosu, Petr Jakeš (1986) ISBN 83-214-0477-4
- Tom 399: Zagadka tworzenia krwi, Wiesław Wiktor Jędrzejczak (1987) ISBN 83-214-0495-2
- Tom 400: Myślenie dzieci, Margaret Donaldson (1986) ISBN 83-214-0517-7
- Tom 401: Czas, przestrzeń, rzeczy, B. K. Ridley (1986) ISBN 83-214-0530-4
- Tom 402: AIDS. Nowa choroba, Zofia Kuratowska (1986, 1987) ISBN 83-214-0543-6, ISBN 83-214-0596-7
- Tom 403: Myślenie obrazowe w matematyce elementarnej, Walter Warwick Sawyer (1988) ISBN 83-214-0547-9
- Tom 404: Paradoks powstawania życia. Filozoficzne problemy biogenezy, Włodzimierz Ługowski (1987) ISBN 83-214-0556-8
- Tom 405: Sugestia, Vladimir Aristo Gheorghiu (1987) ISBN 83-214-0584-3
- Tom 406: Esperanto i esperantyści, Józef Żytyński (1987) ISBN 83-214-0585-1
- Tom 407: O inteligencji człowieka, Jan Strelau (1987) ISBN 83-214-0603-3
- Tom 408: Przyroda i nasze zdrowie, Natalia Daniłowa (1988) ISBN 83-214-0548-7
- Tom 409: Młodzieżowe podkultury, Tadeusz Müller (1987) ISBN 83-214-0624-6
- Tom 410: Popularna historia Ziemi, Andriej S. Monin (1988) ISBN 83-214-0630-0
- Tom 411: Nadciśnienie tętnicze, Włodzimierz Januszewicz, Marek Sznajderman (1989) ISBN 83-214-0653-X
- Tom 412: Biotechnologia, Magdalena Fikus (1989) ISBN 83-214-0650-5
- Tom nienum.: Komputer – spotkanie I stopnia, Adam Witek (1989) ISBN 83-214-0651-3
- Tom nienum.: Systemy kierowania, Piotr Sienkiewicz (1989) ISBN 83-214-0691-2
- Tom nienum.: Człowiek w labiryncie magii, Anna Mrozek-Dumanowska (1990) ISBN 83-214-0719-6
- Tom nienum.: Wieloryby i delfiny, Awienir Tomilin (1990) ISBN 83-214-0720-X
- Tom nienum.: Wzajemna atrakcyjność, Zbigniew Nęcki (1990) ISBN 83-214-0757-9
- Tom nienum.: Kręte drogi mutacji, Paweł Borodin (1990) ISBN 83-214-0758-7
- Tom nienum.: Energie sztuki, Alicja Kępińska (1990) ISBN 83-214-0781-1
- Tom nienum.: Coś zwane niczym, Roman Podolny (1991) ISBN 83-214-0831-1
- Tom nienum.: Granice cierpienia, Nils Christie (1991) ISBN 83-214-0860-5
- Tom nienum.: Polszczyzna końca XX wieku, Andrzej Markowski (1992) ISBN 83-214-0856-7
- Tom nienum.: Urojeniowa wizja świata, Zdzisław Chlewiński, Anna Grzywa (1992) ISBN 83-214-0877-X
- Tom nienum.: Szwajcarski fenomen, Arthur Baur (1992) ISBN 83-214-0884-2
- Tom nienum.: Dwie półkule – jeden mózg, Wanda Budohoska, Anna Grabowska (1994) ISBN 83-214-0934-2
- Tom nienum.: Woda – substancja zagadkowa, Walery Siniukow (1994) ISBN 83-214-0958-X
- Tom nienum.: Lodowce, Zdzisław Preisner (1995) ISBN 83-214-0967-9
- Tom nienum.: Efekt cieplarniany, Krzysztof Kożuchowski, Rajmund Przybylak (1995) ISBN 83-214-1004-9